# Nigeria en los Juegos Olímpicos de la Juventud 2018
Se ha programado que Nigeria participe en los Juegos Olímpicos de la Juventud de Verano en Buenos Aires, Argentina del 6 al 18 de octubre de 2018.

## Bádminton
Nigeria recibió una cuota para competir por el comité tripartito.
- Individuales femenino - 1 cuota

## Piragüismo
Nigeria postuló dos embarcaciones basadas en su desempeño en el 2018 World Qualification Event.
- Femenino C1 - 1 embarcación
- Femenino K1 - 1 embarcación

## Golf
Nigeria recibió una cuota de dos atletas para competir por el comité tripartito.
- Individuales masculino - 1 cuota - Jordania Thompson (15 años)
- Individuales femenino - 1 cuota - Georgia Oboh (17 años)

## Tenis de mesa
Nigeria postuló un jugador de tenis de mesa basado en su desempeño en el 2018 Calificación Continental YOG - África.
- Individuales femenino - Esther Oribamise

## Lucha
Basado en su desempeño en el Campeonato africano de cadetes 2018 Nigeria tiene dos luchadoras en la posición de calificación.
- Femenino Estilo libre -65kg - 1 cuota
- Femenino Estilo libre -73kg - 1 cuota